# 야마다 다쿠야 (축구 선수)
야마다 다쿠야(일본어: 山田 卓也, 1974년 8월 24일 ~ )는 일본의 전 축구 선수이다.

## 구단 경력
1997년 J1리그의 베르디 가와사키에 입단했다. 2004년에 천황배 우승을 차지했다. 2005년까지 235경기에 출전하여, 22득점을 넣었다. 2006년 세레소 오사카로 이적했다. 2007년부터 2009년까지 요코하마 FC와 사간 도스에서 뛰었다.

## 국가대표팀 경력
그는 2003년 동아시아 축구 선수권 대회에 참가할 일본 국가대표팀에 발탁되었으며, 12월 7일 홍콩와의 경기에서 데뷔했다. 2004년 AFC 아시안컵에도 출전, 우승에 기여했다. 그는 2004년까지 국제 A매치 통산 4경기에 출전했다.

## 통계
| 일본 | 일본 | 일본 |
| 연도 | 출전 | 득점 |
| ---- | ---- | ---- |
| 2003 | 1    | 0    |
| 2004 | 3    | 0    |
| 통산 | 4    | 0    |